# ليو رايان
ليو رايان (بالإنجليزية: Leo Ryan)‏ (مواليد 5 مايو 1925 - الوفاة 18 نوفمبر 1978)هو سياسي أميركي من الحزب الديمقراطي. شغل منصب ممثل كاليفورنيا في كونغرس الولايات المتحدة من عام 1973 حتى اغتياله في غيانا على أيدي أفراد من معبد الشعوب قبل مذبحة جونزتاون في عام 1978 بفترة وجيزة.

## السيرة الذاتية
عُرف رايان بتفانيه في العمل مع المجتمعات المحلية، وخاصة في دعم حقوق الإنسان، وكان يركز على قضايا مثل التعليم والرعاية الصحية. لقي حتفه في 1978 في حادث مأساوي خلال زيارته لغيانا، حيث كان يحقق في أحداث جماعة “الشعب” بقيادة جيم جونز، وهي الجماعة التي تورطت في مذبحة شديدة بعد أن قاد زعيمها أتباعه إلى الانتحار الجماعي .

## روابط خارجية
- ليو رايان على موقع IMDb (الإنجليزية)
- ليو رايان على موقع الموسوعة البريطانية (الإنجليزية)
- ليو رايان على موقع إن إن دي بي (الإنجليزية)